# تيري باتلر (لاعب دوري الرغبي)
تيري باتلر (بالإنجليزية: Terry Butler)‏ هو لاعب دوري الرغبي أسترالي، ولد في 22 أبريل 1958 في Kyogle ‏ في أستراليا، وتوفي في 4 أكتوبر 2016.